# Pocadicnemis
Pocadicnemis là một chi nhện trong họ Linyphiidae.